# 下和知村
下和知村（しもわちむら）は、京都府船井郡にあった村。現在の京丹波町の北西端にあたる。

## 地理
- 山岳：といし山、三峠山、天蓋山
- 河川：由良川

## 歴史
- 1889年（明治22年）4月1日 - 町村制の施行により、小畑村・本庄村・坂原村・角村・広瀬村・才原村・広野村・稲次村・出野村・大簾村・中村・安栖里村の区域をもって発足。
- 1955年（昭和30年）4月1日 - 上和知村と合併して和知町が発足。同日下和知村廃止。

## 交通

### 鉄道路線
- 日本国有鉄道
  - 山陰本線
    - 和知駅 - 立木駅

現在は旧村域に安栖里駅が所在するが、当時は未開業。

### 道路
- 国道27号

現在は旧村域に丹波綾部道路の京丹波わちインターチェンジが所在するが、当時は未開通。